# Alexander Francis Lydon

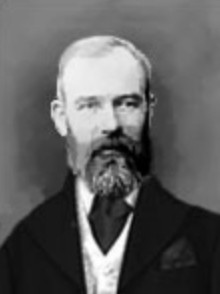
Alexander Francis Lydon

Alexander Francis Lydon (* 1836 in Dublin; † Anfang 1917 in Brentford) war ein britischer Kupferstecher und Lithograf.

## Leben und Werk
Lydon wuchs vermutlich in Driffield (Yorkshire) auf und begann in den späten 1840er Jahren als Druckerlehrling bei Benjamin Fawcett, mit dem er lange zusammenarbeitete. Neben Fawcetts bevorzugtem Holzdruck wandte Lydon auch andere Techniken an, wie zum Beispiel die Chromolithografie. Bekannt wurde Lydon zunächst für seine Arbeiten in vielen Büchern zur Naturkunde, mit Drucken von Vögeln, Fischen und Pflanzen nach Zeichnungen bekannten Naturkundler wie Francis Orpen Morris oder William Thomas Greene. Er fertigte auch selbst Zeichnungen und Aquarelle an, die dann häufig von Fawcett in Druck gesetzt wurden. Später trug Lydon die kolorierten Stiche zur sechsteiligen Buchserie County Seats of The Noblemen and Gentlemen of Great Britain and Ireland bei. Bis 1883 arbeitete er mit Fawcett in Driffield und zog dann nach London.
1859 heiratete Lydon Catherine Fitzgerald und hatte mit ihr sieben Kinder.

Ausgewählte Kupferstiche
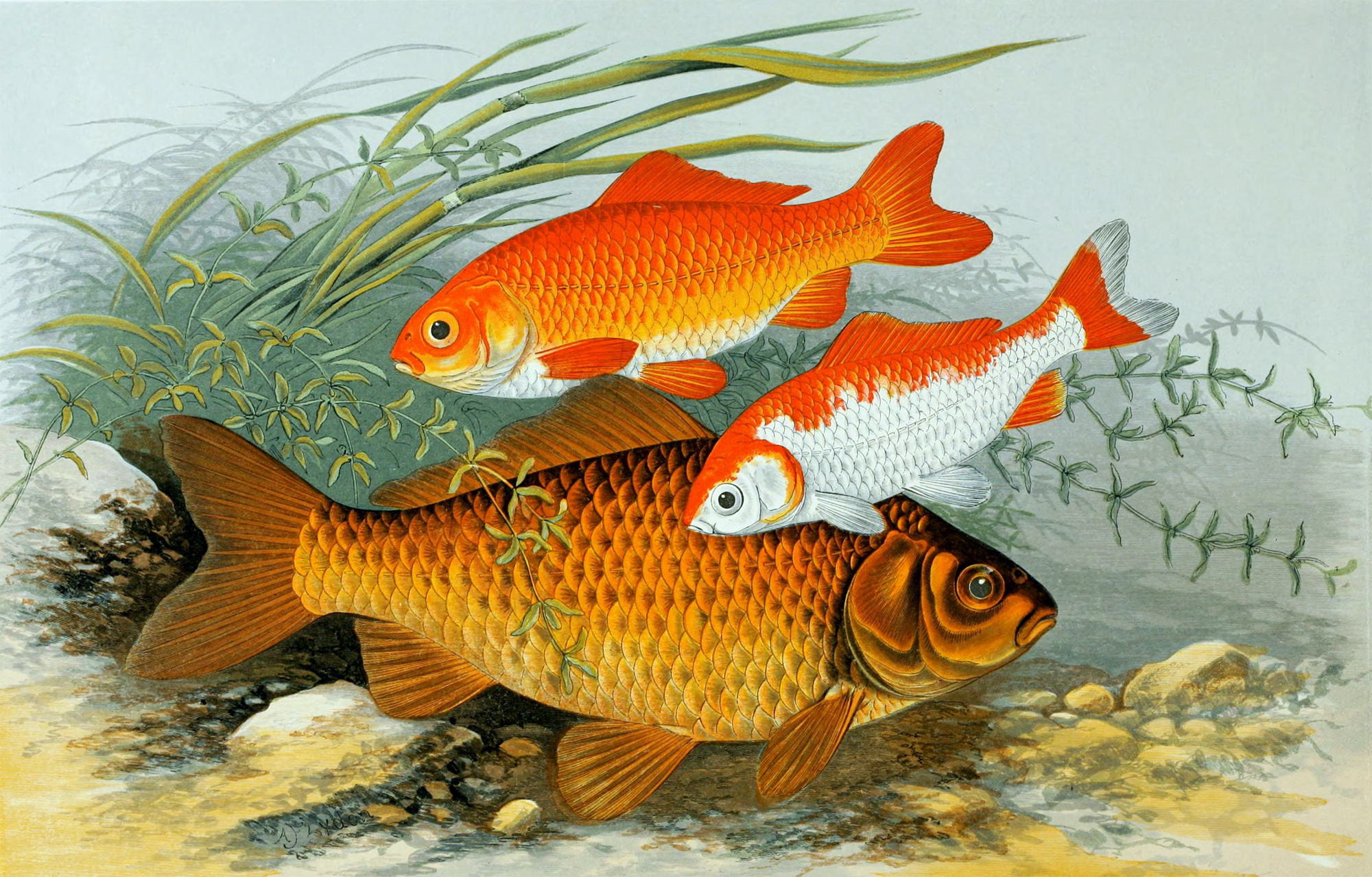
Golden Carp in A History of the Fishes of the British Islands
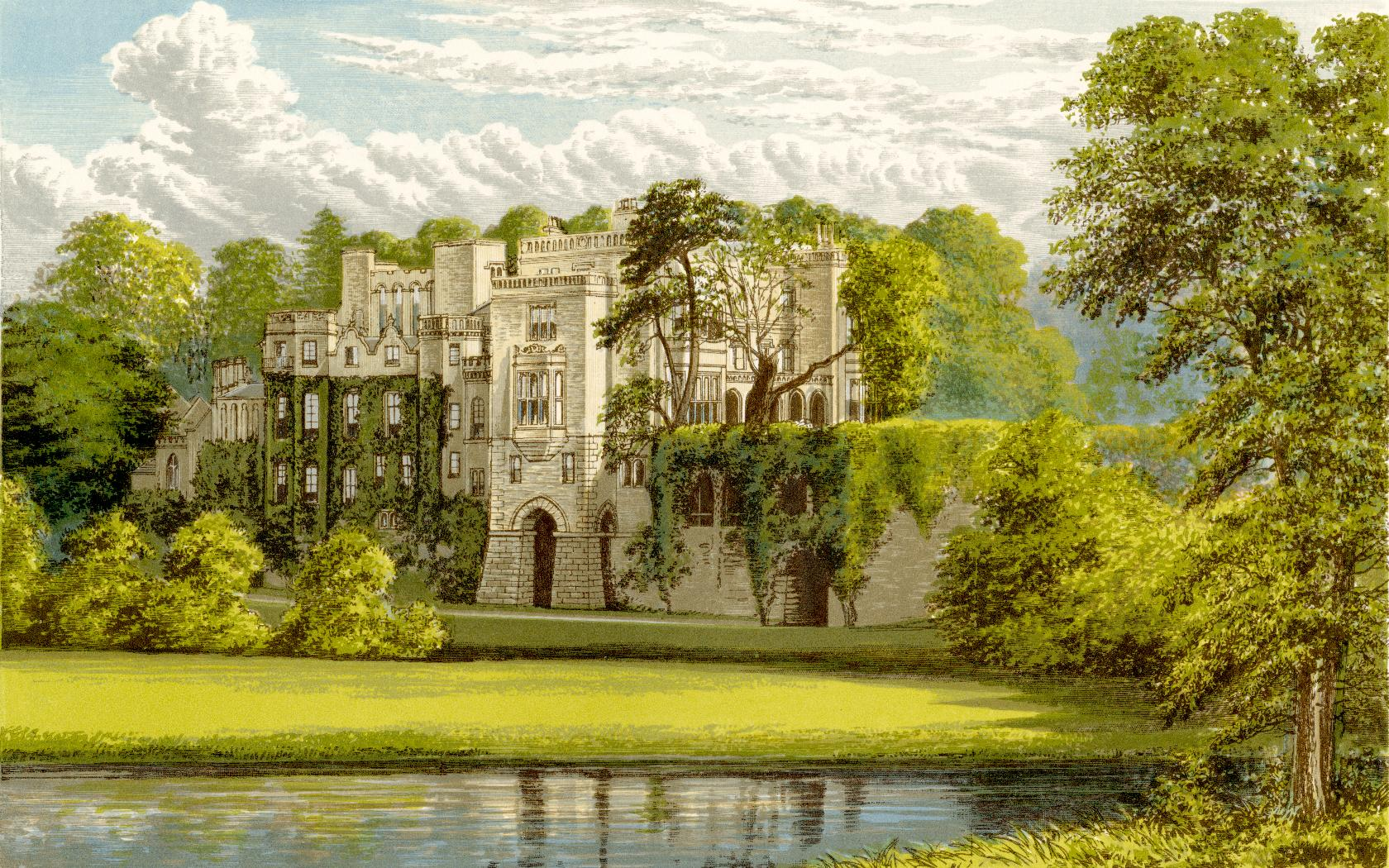
Guy’s Cliffe, Warwick, Warwickshire, England
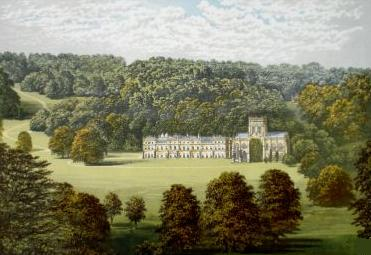
Chromolithografie von Milton Abbey, Dorset, England

## Illustrationen (Auswahl)
- Francis Orpen Morris, Alexander Francis Lydon: A History of British Birds. Groombridge and Sons, 1866 (Volltext in der Google-Buchsuche).
- Edward Joseph Lowe, Alexander Francis Lydon, Benjamin Fawcett: Ferns: British and Exotic. Groombridge and Sons, 1867 (Volltext in der Google-Buchsuche).
- Jonathan Couch, Alexander Francis Lydon: A History of the Fishes of the British Islands. Groombridge and Sons, 1868 (Volltext in der Google-Buchsuche).
- Country Walks of a Naturalist with His Children. William Houghton, John Gould, Benjamin Fawcett, Alexander Francis Lydon, Groombridge and Sons, 1869.
- British Fresh-Water Fishes. William Houghton. London, 1879.
- A Series of Picturesque Views of Seats of the Noblemen and Gentlemen of Great Britain and Ireland: With Descriptive and Historical Letterpress. Francis Orpen Morris, Alexander Francis Lydon, W. Mackenzie, 1880.
- The Ruined Abbeys of Britain. Frederick Ross, Alexander Francis Lydon, W. Mackenzie, 1882.
- British Birds’ Eggs. 1910.
- Edward Joseph Lowe, W. Howard, Benjamin Fawcett, Alexander Francis Lydon: Beautiful Leaved Plants. Groombridge and Sons, 1866 (Volltext in der Google-Buchsuche).